# جون توماس غريني جونيور
جون توماس غريني جونيور (بالإنجليزية: John Thomas Greene, Jr.)‏ هو قاضي ومحامي أمريكي، ولد في 28 نوفمبر 1929 في مدينة سولت ليك في الولايات المتحدة، وتوفي بنفس المكان في 11 فبراير 2011.